# Lajos Puskás
Lajos Puskás (Tetétlen, 13 agosto 1944) è un allenatore di calcio ed ex calciatore ungherese, di ruolo centrocampista.

## Palmarès

### Giocatore

#### Competizioni nazionali
- Campionato ungherese: 3

Vasas: 1961-1962, 1965, 1966
- Coppa d'Ungheria: 1

Vasas: 1973

#### Competizioni internazionali
- Coppa Mitropa: 2

Vasas: 1965, 1969-1970

### Individuale
- Capocannoniere della Coppa Mitropa: 1

1965 (3 gol)